# Calliaster childreni
Calliaster childreni är en sjöstjärneart som beskrevs av Gray 1840. Calliaster childreni ingår i släktet Calliaster och familjen ledsjöstjärnor. Inga underarter finns listade i Catalogue of Life.